# ایزابلینو آکوستا
ایزابلینو آکوستا (انگلیسی: Isabelino Acosta؛ زادهٔ ۲ دسامبر ۱۹۵۶) بازیکن فوتبال اهل پاراگوئه است.
وی در سال ۱۹۷۹ در پنج بازی برای تیم ملی فوتبال پاراگوئه بازی کرد.